# Эрнандес, Росендо
Росе́ндо Эрна́ндес Гонса́лес (исп. Rosendo Hernández González, 11 марта 1922 или 1 марта 1921, Санта-Крус-де-Ла-Пальма, Канарские острова — 3 августа 2006, Санта-Крус-де-Тенерифе) — испанский футболист, игравший на позиции полузащитника. Участник чемпионата мира 1950 года в составе национальной сборной Испании. По завершении игровой карьеры — тренер.

## Клубная карьера
Росендо Эрнандес родился в городе Санта-Крус-де-ла-Пальма и начал играть в футбол в местных клубах Канарских островов «Тениска» и «Менсахеро». В конце гражданской войны в Испании он присоединился к клубу «Культураль Леонеса», после чего перешёл в «Атлетико Мадрид», в составе которого в официальных матчах не выходил.
Из-за отсутствия игровой практики перешёл в «Эспаньол», за который провёл шесть сезонов в чемпионате Испании, демонстрируя высокий уровень игры и результативности. После чемпионата мира чемпионата мира в Бразилии подписал контракт с «Сарагосой», с которой сумел выйти в высший дивизион. После ещё одного сезона в национальном чемпионате в 1952 году перешёл в «Лас-Пальмас», с которым на этот раз ему не удалось завоевать повышение в классе.
В итоге в 1953 году Эрнандес решил уйти из профессионального футбола и завершил карьеру через год в любительском клубе «Эскориаса».

## Карьера в сборной
20 марта 1949 года дебютировал в официальных матчах в составе национальной сборной Испании в товарищеском матче против Португалии (1:1). В течение карьеры в национальной команде провел в её форме 4 матча.
В составе сборной был участником чемпионата мира 1950 года в Бразилии, где сыграл с США (3:1) на первом групповом этапе и со Швецией (1:3) в финальном раунде.

## Тренерская карьера
После завершения карьеры Эрнандес стал тренером своего бывшего клуба «Реал Сарагоса». Он продолжил свою карьеру в различных командах первого и второго дивизиона, таких как «Кордова», «Реал Бетис», «Эльче», «Туделано» и дважды «Лас-Пальмас». Завершил свою карьеру в своем родном городе, тренируя «Менсахеро» и «Тениску». Умер 3 августа 2006 года в своём родном городе.